# Willem Lodewijk Adolf Gericke
Willem Lodewijk Adolf Gericke (Vorden, 10 juli 1836 – 's-Gravenhage, 31 december 1914) was marineofficier die het tot kapitein ter zee bracht en inspecteur van de artillerie der marine was. Hij werd tussentijds (de derde) minister van Marine in het kabinet-Heemskerk Azn., maar trad al na een half jaar af, nadat zijn plannen voor vlootuitbreiding waren afgewezen. Na zijn ministerschap werd hij zonder succes conservatief kandidaat voor de Tweede Kamer.